# Huara grossa
Huara grossa är en spindelart som beskrevs av Forster 1964. Huara grossa ingår i släktet Huara och familjen Amphinectidae. Inga underarter finns listade i Catalogue of Life.